# دن کتچام
دن کتچام (به انگلیسی: Dan Ketchum) (زادهٔ ۷ اکتبر ۱۹۸۱) شناگر اهل ایالات متحده آمریکا است.